# Formation de Grosmont
 (septembre 2016).
Si vous disposez d'ouvrages ou d'articles de référence ou si vous connaissez des sites web de qualité traitant du thème abordé ici, merci de compléter l'article en donnant les références utiles à sa vérifiabilité et en les liant à la section « Notes et références ».
La formation de Grosmont est une formation géologique récifale présente dans le nord-est de l'Alberta au Canada, à quelques kilomètres  à l'ouest de Fort McMurray. La formation de Grosmont fait partie du Dévonien supérieur dans le bassin sédimentaire de l'Ouest canadien. Elle s'étend sur 500 km vers le Nord et une centaine de kilomètres vers l'Ouest. Son épaisseur vraie peut atteindre 200 mètres, et son toit est enfoui 200 à 400 mètres sous la surface du sol.

## Lithologie
Les carbonates dolomitisés de Grosmont sont divisés en quatre unités séparées par des couches de shale. Ces unités correspondent au Grosmont inférieur (LG/A), le Grosmont supérieur 1 (UG1/B), le Grosmont supérieur 2 (UG2/C) et le Grosmont supérieur 3 (UG2/D)

## Hydrogéologie
Les carbonates de Grosmont sont fortement karstifiés. Lorsque l'aquifère n'est pas saturé en pétrole lourd, sa conductivité hydraulique peut-être très importante ce qui fait de cette formation un des "drains" hydrogéologiques régionaux.

## Réservoir pétrolier
Le complexe carbonaté de Grosmont avec la formation de Nisku contiendrait une réserve de 50,5 milliards de mètres cubes de pétrole lourd brut ce qui en fait un des plus importants réservoirs pétroliers de la planète.
En 2007 son exploitation commerciale ne peut réellement débuter du fait des coûts de production trop élevés, le développement nécessitant des techniques de pointe qui pourraient éventuellement devenir rentable à un prix du baril plus élevé. Les problèmes rencontrés dans les projets pilotes concernent la difficulté à forer (pertes de boues, vides karstiques) et la viscosité très élevée du pétrole - l'indice API de ce pétrole étant compris entre 5 et 9°. Le tableau suivant donne un aperçu des compagnies ayant acquis des terrains en relation avec le réservoir de Grosmont.
| Compagnie                 | km2 acquis |
| ------------------------- | ---------- |
| Shell US                  | 1000       |
| Husky Energy              | 800        |
| OSUM avec Laricina Energy | 160        |